# Округ Марион (Мисисипи)
Округ Марион (енгл. Marion County) је округ у америчкој савезној држави Мисисипи.

## Демографија
По попису из 2010. године број становника је 27.088, што је 1.493 (5,8%) становника више него 2000. године.
| Група             | 2000.          | 2010.          |
| Белци             | 17.063 (66,7%) | 17.661 (65,2%) |
| Афроамериканци    | 8.156 (31,9%)  | 8.752 (32,3%)  |
| Азијати           | 55 (0,2%)      | 85 (0,3%)      |
| Хиспаноамериканци | 158 (0,6%)     | 336 (1,2%)     |
| Укупно            | 25.595         | 27.088         |